# Pseudogarypus hesperus
Pseudogarypus hesperus är en spindeldjursart som beskrevs av Chamberlin 1931. Pseudogarypus hesperus ingår i släktet Pseudogarypus och familjen Pseudogarypidae. Inga underarter finns listade i Catalogue of Life.